# Dicranota longisector
Dicranota (Dicranota) longisector là một loài ruồi trong họ Pediciidae. Chúng phân bố ở vùng Indomalaya.